# Serra de Saboredo
La Serra de Saboredo està ubicada a la serralada Pirinenca, i forma part de la divisòria d'aigües entre el vessant mediterrani i l'atlàntic. Separa el Circ de Saboredo, situat al nord, de la vall de Ratera, situada al sud. La seva elevació màxima és de 2.830 metres. Està situada entre els municipis d'Alt Àneu i Espot a la comarca del Pallars Sobirà.
És una cresta que el seu extrem oriental s'inicia al Coll d'Amitges i continua en orientació sud oest per finalitzar al Port de Ratera. La seva longitud aproximada és de 1.860 metres. Està formada per quatre cims i una bretxa central: 
- Pic de Saboredo, també conegut com a Gran Tuc de Saboredo (2.829,5 metres)
- Bretxa Juli Soler i Santaló.[1]
- Sageta, (2.744 metres) agulla molt característica de la cresta.
- Tuc Occidental de Saboredo, que és conegut també com a Punta Estasen (2.769 metres)
- Tuc Occidental Inferior de Saboredo (2.717 metres)